# Kwala Besilam
Kwala Besilam is een bestuurslaag in het regentschap Langkat van de provincie Noord-Sumatra, Indonesië. Kwala Besilam telt 3629 inwoners (volkstelling 2010).